# Linda A. Morabito
Linda A. Morabito   (Vancouver, 21 de novembre de 1953), també coneguda com Linda Kelly, Linda Hyder i Linda Morabito-Meyer, és l'astrònoma que va descobrir l'activitat volcànica a Io, una lluna de Júpiter. Va fer aquesta troballa el 9 de març de 1979 al Jet Propulsion Laboratory de la NASA. En el moment del seu descobriment, treballava com a enginyera cognoscitiva del sistema de processament d'imatges de navegació òptica (Optical Navigation Image Processing System, ONIPS) a l'equip de navegació de la missió espacial Voyager. Mentre realitzava l'anàlisi de processament d'imatges d'una imatge de la Voyager 1 presa per a la navegació de la nau espacial, va detectar un núvol de 270 km d'alçada a l'extremitat d'Io. El núvol era d'origen volcànic. Aquesta va ser la primera vegada a la història que es va detectar vulcanisme actiu fora de la Terra. El seu descobriment és considerat per alguns científics planetaris com el descobriment més gran del programa d'exploració planetària que ha sortit del Jet Propulsion Laboratory.
Morabito és actualment professora associada d'astronomia al Victor Valley College. Linda Morabito Meyer també és l'autora d'unes memòries, Parallel Universes, a Memoir from the Edges of Space and Time (2011) (Universos paral·lels, una memòria de les vores de l'espai i el temps).

## Infància
Nascuda a Vancouver, Colúmbia Britànica (Canadà), va emigrar amb la seva família als Estats Units d'Amèrica el 1961. Quan era petita, creia que sempre havia sabut que seria astrònoma i es va beneficiar molt d'un programa accelerat d'aprenentatge a Pasadena,, saltant un any sencer d'escola primària a causa dels seus coneixements demostrats. Durant el seu 9è any d'escola, va escriure un article per a l'escola titulat La meva feina al Món: Astrònoma.
Linda Morabito es va casar amb el major David Meyer (militar retirat de la Força Aèria dels Estats Units d'Amèrica), professor associat d'astronomia, el 2008. Té un fill, Ryan Hyder (un músic), dos fillastres, Jason i Brett Hyder i tres néts Robert Wooten, Nathan. Hyder i J.D. Hyder.

## Carrera acadèmica
Linda Morabito es va graduar a la Universitat del Sud de Califòrnia (USC) amb un B.S. Llicenciada en astronomia l'any 1974 i va fer treballs de postgrau en informàtica a la USC. Abans de rebre la seva llicenciatura en astronomia, es va incorporar al Jet Propulsion Laboratory per a una feina temporal d'estiu i va acceptar una posició després de rebre el seu títol al Outer Planet Satellite Ephemeris Development Group al Jet Propulsion Laboratory com a enginyera sènior (1974–1981). El març de 1979, va descobrir l'anòmal «creixent» de l'extremitat de la lluna de Júpiter Io en una imatge d'Io presa per la Voyager 1 per a la navegació, després de la trobada propera de la Voyager 1 amb Júpiter. Va proposar una sèrie d'hipòtesis i va fer investigacions per demostrar-les o desmentir-les, per identificar el «creixent». Morabito va poder deduir que l'observació va ser un plomall que esclatava de la superfície d'Io, i d'origen volcànic. El seu descobriment es va anunciar al món el 12 de març de 1979.
Es va incorporar a The Planetary Society com a gerent d'educació i desenvolupament de programes (1997-2004), on va dur a terme difusió educativa per a la missió Mars Global Surveyor a Mart, que va portar a la participació dels estudiants en la missió Mars Exploration Rover amb els rovers Spirit i Opportunity. Mart. Es va convertir en professora associada d'astronomia al Victor Valley College el 2007, on actualment imparteix classes. També va exercir com a investigadora convidada a la missió ampliada Viking a Mart (1977), realitzant un experiment a la superfície de Mart, utilitzant les dades recollides pels dos aterradors i orbitadors víkings. Va exercir com a Global Curriculum Developer al Lewis Center for Educational Research (2007-2009), en què va participar en la instrucció d'estudiants de tot el món sobre l'ús d'un radiotelescopi per a la investigació astronòmica en cooperació amb diverses missions de la NASA, inclòs el telescopi espacial Spitzer de la NASA, la missió Juno a Júpiter i la missió LCROSS a la Lluna. Ha estat professora d'astrònomia durant més de 30 anys, ha aparegut en nombrosos documentals científics i va ser la comentarista científica convidada habitual en dos programes de conferències televisats a Vancouver, Canadà (1979-1981).

## Vida personal

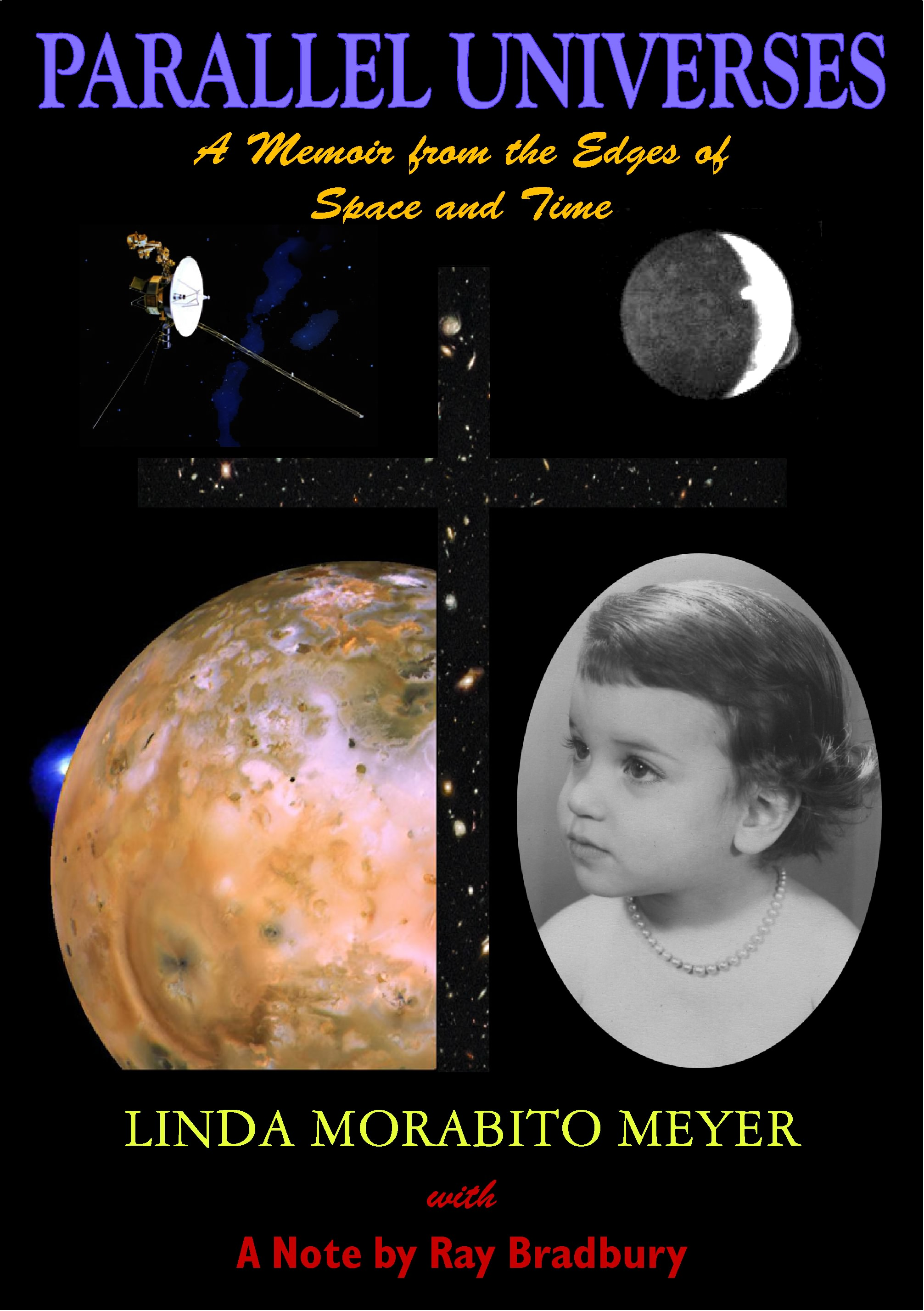
Portada del seu llibre Parallel Universes, a Memoir from the Edges of Space and Time

El 2004, Linda Morabito es va adonar que era víctima d'un sever abús infantil i que patia un trastorn d'estrès postraumàtic (TEPT). És una defensora de la dessensibilització i reprocessament amb moviments oculars, descoberta per la doctora Francine Shapiro, com a tractament per al TEPT. A partir de les seves experiències i recuperació dels abusos a la infància, Linda Morabito ha desenvolupat una forta perspectiva cristiana. Les seves memòries Parallel Universes, a Memoir from the Edges of Space and Time (2011) és un llibre cristià i una memòria personal i científica. El llibre documenta diverses experiències properes a la mort a mans dels seus pares i William Franklin Wolsey del Temple of the More Abundant Life a Vancouver entre 1954 i 1956, la seva recerca per descobrir un passat ocult del 2003 al 2011, i els esdeveniments del seu principal descobriment científic de la NASA el 1979.

## Honors
Morabito ha rebut els següents honors durant la seva carrera professional:
- Premi a l'assoliment en grup de la NASA per a les operacions de vol Voyager, equip de navegació.
- Premi a l'assoliment en grup de la NASA per al disseny del sistema d'operacions de la missió Voyager, desenvolupament de sistemes de dades terrestres.
- Premi d'assoliment en grup de la NASA per al disseny de la missió Voyager, desenvolupament d'efemèrides.
- Certificat individual d'agraïment de la NASA per contribuir substancialment a la missió de la NASA avançant en les tècniques de processament d'imatges i pel descobriment de l'activitat volcànica a Io.
- Nominada per Aviation Week & Space Technology com a persona que mereix un reconeixement especial per l'avenç de l'aeroespacial.
- Honorada per la Unió Astronòmica Internacional amb la designació de l'asteroide (3106) Morabito pel seu descobriment de l'activitat volcànica a Io.